# フランク・バートレット・ウィリス
フランク・バートレット・ウィリス（Frank Bartlett Willis、1871年12月28日 - 1928年3月30日）は、アメリカ合衆国オハイオ州の共和党の政治家。第47代オハイオ州知事。
ウィリスはオハイオ州ルイスセンターの小村の近くの農場で、南北戦争に従軍したバーモント州生まれのJ・B・ウィリスとその妻ラヴィニアとの間に生まれた。ウィリスは1894年にオハイオ・ノーザン大学を卒業。オハイオ・ノーザン大学で12年間教えた後、ウィリスは弁護士となって開業した。またオハイオ・ノーザン大学で教えている間、1900年から1904年までオハイオ州下院議員を務め、その後の1910年に連邦下院議員に選ばれ1911年から1915年まで務めた。1914年にオハイオ州知事に当選し、1915年から1917年まで1期2年を務めるが、1918年の選挙では1914年に破ったジェイムズ・コックスに破り返され再選を阻まれる事となった。
1920年共和党大会でウォレン・ハーディングが指名された後、同年にウィリスは連邦上院議員に選出され、大統領に当選し就任するため上院議員を辞任したハーディングの後釜となった。ウィリスは上院議員の間、1923年から1928年までアラスカ、ハワイ、フィリピン、プエルトリコを含む海外領土を管轄する準州・島嶼領土委員会（Committee on Territories and Insular Possessions）の委員長を務めた。
デラウェア郡ウィリスを大統領にする会（the Delaware County Willis-for-President Club）によって組織された、「州の有力候補」ウィリスの大統領選出馬のための共和党のイベントの期間、1928年オハイオ州デラウェアのオハイオ・ウェスリアン大学のグレイ・チャペルでウィリスは上院議員在職のまま死去した。彼はオーク・グローヴ墓地に埋葬された。
ウィリスの公文書（Willis's official papers）は寄贈され、オハイオ史協会で研究のために公開されている。